# メルボルンの流血戦
メルボルンの流血戦（メルボルンのりゅうけつせん、"Blood In The Water" match）は、1956年メルボルンオリンピック水球競技において12月6日に行われた、ハンガリー代表対ソビエト連邦代表の試合の通称である。
「流血」とは、乱闘の結果、ハンガリー代表選手のエルヴィン・ザードル(Zádor Ervin)が、右目の下を切って流血したことにちなむ。

## 概要
1956年のメルボルンオリンピックは、ナジ・イムレ政権の下、自由化と脱ソ連を進めたハンガリーに対してソ連が武力弾圧したハンガリー動乱直後に開催され、水球競技でまさに因縁の対決が行われることになった。
試合は緊迫した空気の中で行われ、4対0でハンガリーが勝利した。ハンガリー代表は決勝でユーゴスラビアを2対1で破り、水球で4つ目の金メダルを得た。
オリンピックの後、ハンガリー選手団100人のうち、45人が西側諸国に亡命した。ハンガリー動乱から50年を記念して、2006年にはこの流血戦について語られるドキュメント映画の『Freedom's Fury』が公開された。ナレーターのマーク・スピッツは、少年時代にザードルに指導されていた。また同年に公開された『君の涙 ドナウに流れ ハンガリー1956』でも登場人物はフィクションながらも詳細に語られている。

## 解説
前回のヘルシンキ大会で優勝していた水球のハンガリー代表チームは、ハンガリー動乱が始まった当時ブダペストの山上にあるトレーニングキャンプにおり、そこで煙が立ち上がるのを見て銃声も耳にしていた。メルボルンオリンピックの開催まで2ヶ月を切る時期で、騒ぎに巻き込まれることを避けるため、代表チームはチェコスロバキアとの国境へと移動することになった。オリンピック開催地であるオーストラリアに到着して選手たちは初めて動乱の規模を知り、家族や友人のことが気がかりだった。
ハンガリーに対するソ連の武力弾圧は容赦がなく、選手たちは多くの犠牲者が出ていることを知った。やがてハンガリー選手の多くはオリンピックをハンガリーの誇りを守る場とみなすようになっていった。ザードルは試合後に「私たちは自分たちのためだけに試合をするのではなく、ハンガリー全体のために試合をするのだと感じていた」と語っている。
この時点でハンガリー動乱におけるソ連の蛮行は国際社会の広く知るところとなっており、オリンピックのあらゆる競技でハンガリー代表チーム・選手は観衆から応援された。「流血戦」は海外在住のハンガリー人も観衆に多く混じった目の前で行われ、とりわけラースロー・パップのボクシング三大会連続優勝を観るためにボクシング競技場に集まっていた人たちが多かった。
試合は開始直後からパンチやキックが飛び交う乱闘になった。ザードルは群集の応援を背に2得点を挙げ、4対0で迎えた試合終了直前の数分間に、ソ連のバレンティン・プロコポフのパンチによって流血しプールから出ることを余儀なくされた。怒った観客による暴動を避けるため、試合は終了まで1分を残して中止され、警官隊が競技場に入り群集を選手から引き離した。怪我をしたザードルの写真は世界中の新聞に掲載されたが、「プールの水が赤く染まった」という報道はおそらく誇張である。